# 平成橋 (旧中川)
平成橋（へいせいばし）とは、東京都の旧中川にかかる道路橋である。東岸は江戸川区小松川一丁目、西岸は江東区東砂二丁目である。

## 現在の橋の概要
- 構造形式 : 1径間鋼製下路ローゼ橋
- 橋長：105.0 m[1]
- 総幅員：16.6 m
- 有効幅員：15.8 m（車道9.0 m、歩道3.4 m×2）
- 高さ：16.0 m
- 支間：103.45 m
- 施工：サクラダ
- 竣工：1992年（平成4年）[1]
- 開通：1994年（平成6年）

この橋は旧中川で分断された江戸川区と江東区の往来を容易にし、防災拠点の避難路としても重要な役割を持つ。橋軸が流心に対し78.3度の斜角が付けられた斜橋である。

## 歴史
- 1992年（平成4年） - 竣工。
- 1994年（平成6年） - 開通。